# Alkman
Alkman (starogrško starogrško Ἀλκμάν: Alkmán), grški lirik, Sarde, Lidija.
Alkman je postal znan v drugi polovici 7. stoletja pr. n. št., ko je pisal zborovske pesmi oz. partenije za otroški zbor.